# 卓豪
卓豪（英語：Zoho Corporation）是一家印度跨国IT技术公司，該公司的產品有Zoho Office Suite。该公司由Sridhar Vembu和Tony Thomas于1996年創辦，总部位于印度泰米尔纳德邦金奈。

## 历史
1996年至2009年，该公司的名稱为 AdventNet, Inc. 
2008年，卓豪與数字星空合作，由数字星空在中國大陸代理卓豪產品，相關產品以品牌「百會」推出。2016年，卓豪收回数字星空的相關產品營運權，百會以代理商身份繼續與其合作。
AdventNet于2001年将业务扩展到日本。Zoho CRM于2005年发布，随后該公司於2006年发布了 Projects、Creator和 Sheet。2007年發佈在線協作辦公平台Zoho Docs以及Zoho Meeting。

## 外部連結
- 中國大陸官網（简体中文）